# رود اوزولا
رود اوزولا (انگلیسی: Uzola) یک رودخانه در استان نیژنی نووگورود کشور روسیه است.